# Štír arizonský
Štír arizonský (Hadrurus arizonensis) je největším štírem USA. Je zároveň největším štírem čeledi Caraboctonidae. Vyskytuje se v pouštích Mexika a USA (Utah, Nevada, Arizona, jižní část Kalifornie). Podobným druhem je Hadrurus spadix.
Trup je hnědožlutý, nohy, pedipalpy a metasoma jsou žluté. Dorůstá 8–10 cm (největší naměřená velikost byla 14 cm). Na těle má mnoho hnědých chloupků, které plní smyslovou funkci. Zejména díky velké velikosti je štír často chován.
V Česku je chov omezen těžkou dostupností nebo vysokou cenou. Dospělce lze snadno chovat v zajetí. Péče o mláďata je obtížná. Štírům je nutné v zajetí udělat chladnější zimní období, jinak je nemožné je rozmnožit. Z hlediska jedovatosti není štír nebezpečný. Někdy je uváděn jako agresivní. Bodnutí je několik sekund bolestivé, pak místo vpichu zčervená a začne nepříjemně svědit.